# Портнягин, Юрий Иванович
Ю́рий Ива́нович Портня́гин (р. 22 октября 1939) — советский и российский геофизик. Доктор физико-математических наук, профессор. Заведующий лабораторией физики и динамики верхней атмосферы научно-производственного объединения «Тайфун».

## Биография
Юрий Портнягин родился 22 октября 1939 года.
Доктор физико-математических наук, профессор.
Заведующий лабораторией физики и динамики верхней атмосферы научно-производственного объединения «Тайфун».

## Награды и звания
- Почётное звание «Заслуженный деятель науки Российской Федерации» (2000) — за заслуги в научной деятельности[1]

### Монографии
- Портнягин Ю. И., Шпренгер К., Лысенко И. А., Шминдер Р., Орлянский А. Д., Грайзигер К. М., Ильичёв Ю. Д., Кюршнер Р., Шеннинг Б. Измерение ветра на высотах 90-100 км наземными методами. — Л.: Гидрометеоиздат, 1978. — 344 с.
- Дьяченко В. А., Лысенко И. А., Портнягин Ю. И. Климатический режим ветра нижней термосферы: [Справочник] / Институт экспериментальной метеорологии. — Обнинск: ВНИИ гидрометеорологической информации, 1986. — 113 с.

### Статьи
- Портнягин Ю. И. Крупномасштабные неоднородности в поле ветра на высотах 80-100 км // Известия АН СССР. Физика атмосферы и океана. — 1981. — Т. 17, № 3. — С. 236—242.
- Мерзляков Е. Г., Портнягин Ю. И., Макаров Н. А. и др. Некоторые результаты синхронных измерений ветра радиометеорным методом на станциях Обнинск и Диксон // Известия РАН. Физика атмосферы и океана. — Т. 39, № 1.
- Портнягин Ю. И., Соловьева Т. В., Мерзляков Е. Г., Погорельцев А. И., Савенкова Е. Н. Высотно-широтная структура вертикального ветра в области верхней мезосферы и нижней термосферы (70–110 км) // Известия РАН. Физика атмосферы и океана. — 2010. — Т. 46, № 1. — С. 95—104.

### Патенты
- Хананьян А. А., Портнягин Ю. И. Способ определения плотности атмосферы (Патент SU 1429071). 1986